# 小林徹 (野球)
小林 徹（こばやし とおる、1962年4月29日 ‐ ）は、日本の高校野球指導者。千葉県出身。現役時代は投手。

## 来歴
習志野市の生まれ。習志野三中で野球を始め、習志野市立習志野高等学校では石井好博の指導を受けた。1年時の6月に不祥事が発覚して、7月から1年間の対外試合禁止処分を受けた経験がある。1980年、3年生の時に4番エースとして第62回全国高等学校野球選手権大会に出場した。青山学院大学でも投手を務めた。
1985年に商業科教諭として船橋市立船橋高等学校に赴任し、同校の野球部コーチとなった。1990年からは監督に就任。1993年に甲子園春夏連続出場し、1996年からは3年連続で選手権大会出場を果たした。2002年に退任し、千葉県立松戸南高等学校に移った。2008年には母校の習志野高校に赴任し、野球部監督に就任。以後春夏4度の甲子園出場を果たし、特に2019年の第91回選抜高等学校野球大会では準優勝を果たした。

## 甲子園の成績
- 春：出場3回・6勝3敗
- 夏：出場6回・11勝6敗
- 通算：出場9回・17勝9敗

## 指導した主な選手
- 小笠原孝
- 林昌範
- 福元淳史
- 山下斐紹
- 福田将儀
- 齊藤伸治
- 池田来翔
- 古谷拓郎